# Educating Mandy

Educating Mandy (L’Initiation de Mandy) est un film pornographique de Royce Shepard sorti en 1985.

## Synopsis
Mandy file le parfait amour avec Ted, avec qui, elle est mariée depuis un an, lorsqu'elle découvre qu'il la trompe avec sa secrétaire. Effondrée, elle cherche la consolation auprès de ses deux amies, Helen et Vicky, qui, en parfaites femmes libérées, l'encouragent à reprendre sa liberté. Afin de l'en convaincre, elles lui racontent deux de leurs aventures sexuelles, dans une piscine avec un nageur et dans une cuisine avec un plombier, puis elles lui montrent « comment on peut se passer d’un homme ». Mandy semble convaincue. Elle commence à fantasmer sur un employé de la piscine et se décide à aller voir Jim, un avocat, afin d'entamer une procédure de divorce. Mais Jim, troublé par son histoire, lui avoue son amour et elle tombe dans ses bras. Mandy n'a rien appris car elle est prête à recommencer une autre histoire amoureuse.

## Commentaires
Traci Lords avait environ seize ans lorsqu’elle tourna dans ce film. La possession d'un enregistrement du film est donc illégale dans de nombreux pays, depuis que cela a été révélé. En France le film a pu être réédité légalement.

## Fiche technique
- Titre : Educating Mandy (L’Initiation de Mandy)
- Réalisation : Royce Shepard
- Scénario : Will Kelly
- Producteur : Jim Reynolds
- Date de sortie : 1985
- Film : américain
- Genre : pornographie
- Durée : 80 min

## Distribution
- Traci Lords : Mandy
- Harry Reems : Ted (le mari de Mandy)
- Christy Canyon : Helen
- Heather Wayne : Vicky
- Gina Valentino : la secrétaire de Ted
- Peter North : Jim (l'avocat)
- Ron Jeremy : le client de la boutique
- Ken Starbuck : l'employé de la piscine
- François Papillon : un nageur à la piscine
- Craig Roberts : le plombier